# Through Glass
Through Glass è un singolo del gruppo musicale statunitense Stone Sour, pubblicato il 20 giugno 2006 come primo estratto dal secondo album in studio Come What(ever) May.

## Video musicale
Il video musicale, diretto da Tony Petrossian, è stato pubblicato il 13 luglio 2006 in streaming attraverso il sito di AOL Music, venendo successivamente reso disponibile anche attraverso il canale YouTube della Roadrunner Records.
Nel video appare in un cameo anche il chitarrista C.C. DeVille del gruppo hair metal Poison.

## Tracce
CD promozionale (Europa, Stati Uniti), CD singolo (Europa)
1. Through Glass (Single Edit) – 4:01
2. Through Glass (Album Version) – 4:40

CD maxi-singolo (Europa)
1. Through Glass (Single Edit) – 4:01
2. Fruitcake – 3:58
3. Suffer – 3:40
4. Through Glass (Video) – 4:01

## Formazione
Gruppo
- Corey Taylor – voce, chitarra aggiuntiva
- James Root – chitarra
- Josh Rand – chitarra
- Shawn Economaki – basso
- Roy Mayorga – batteria

Produzione
- Nick Raskulinecz – produzione, ingegneria del suono
- Mike Terry, Paul Fig – ingegneria del suono
- John Lousteau – ingegneria del suono secondaria
- Randy Staub – missaggio
- Rob Stefanson – assistenza al missaggio

## Classifiche
| Classifica (2006-07)            | Posizione massima |
| ------------------------------- | ----------------- |
| Germania                        | 95                |
| Nuova Zelanda                   | 37                |
| Paesi Bassi                     | 32                |
| Regno Unito                     | 98                |
| Regno Unito (rock & metal)      | 4                 |
| Stati Uniti                     | 39                |
| Stati Uniti (adult top 40)      | 12                |
| Stati Uniti (alternative)       | 2                 |
| Stati Uniti (mainstream rock)   | 1                 |
| Stati Uniti (mainstream top 40) | 23                |